# Pseudoeconesus geraldinae
Pseudoeconesus geraldinae är en nattsländeart som beskrevs av Ward 1997. Pseudoeconesus geraldinae ingår i släktet Pseudoeconesus och familjen Oeconesidae. Inga underarter finns listade i Catalogue of Life.